# Anansi
Anansi, Gott des Schabernacks, Gauner, auch die Spinne genannt, ist eine Figur westafrikanischer Mythen und wird als Spinne beschrieben. In der Religion der Akan (Ghana und Elfenbeinküste) ist Anansi Vermittler seines Vaters, des Himmelsgottes Nyame, beziehungsweise dessen Diener.
Auf dessen Befehl bringt Anansi Regen, um Waldbrände zu löschen, und bestimmt die Grenzen der Ozeane und Flüsse bei Hochwasser. Seine Mutter ist die Erd- und Totengöttin Asase.
Anansi wird als der Schöpfer der Sonne, des Mondes und der Sterne erwähnt und ist der Erfinder des Wechsels von Tag und Nacht. In westafrikanischen Schöpfungsmythen hat er den ersten Menschen geschaffen. Anansi ist ein typischer Trickster, der geschickt, schlau und listig ist, aber er lehrte die Menschen ebenso, Getreide anzubauen und den Mörser zu gebrauchen. Er krönte sich selbst zum ersten König der Menschen und heiratete Nyames Tochter.

## Verbreitung des Mythos
Mit den Sklaven aus dem Gebiet des heutigen Ghana gelangte auch die Erzählung des Anansi in die Karibik. So ist diese Figur heute noch auf Jamaika, Surinam und den Niederländischen Antillen (Curaçao, Aruba, Bonaire) populär. Auf den letztgenannten Inseln ist er als Nanzi bekannt, und seine Frau als Shi Maria.
Arachnologen setzten Anansi ein wissenschaftliches Denkmal und benannten eine westafrikanische Gattung der Webspinnen Anansia, Familie Tetrablemmidae.
Der Science-Fiction- und Fantasy-Autor Neil Gaiman verfasste den Roman Anansi Boys, dessen Protagonisten die Anansis sind. Gaiman erzählt Teile des Anansi-Mythos und gibt ihm in Form der Zwillingsbrüder Fat Charly und Spider sowie deren Vater eine moderne Gestalt. Bereits zuvor kam Anansi als wichtige Nebenfigur in Gaimans Roman American Gods vor.

## Weitere Namen Anansis
- Anancy (Jamaika)
- Anancyi
- Ananse
- Aunt Nancy
- Hanansi
- Compé Anansi
- Kwaku Anansi (Akan)
- Nansi
- Mr. Nancy

## Anansi als Urheber des Wissens
Ein Aschanti-Mythos, erzählt in Westafrika, übersetzt aus Terry Hancock, Anansi and the Callabash of Wisdom, 2001:
Vor langer, langer Zeit lebte eine schlaue Spinne namens Anansi. Anansi wollte weise sein, tatsächlich entschied er sich, die ganze Weisheit der Welt zu sammeln.
Wissend, selbst wenig zu wissen, stellte er sich die Aufgabe, Wissen zu erlangen. Er bereitete eine Kalebasse vor, um das Wissen aufzubewahren. Er zog los und befragte alle Leute nach ihrem Wissen. Manchmal musste er dafür bezahlen, manchmal hat er sich das Wissen auch ergaunert. Aber normalerweise gaben ihm die meisten ihr Wissen preis, da eine Spinne mit solch einer großen Aufgabe viel weiser als sie selbst sein müsste.
Nachdem er lange Zeit mit dem Sammeln verbracht hatte, hatte er die Weisheit der ganzen Welt in seiner Kalabasse und dachte sich: „Ha ha, jetzt bin ich der klügste von allen! Jetzt muss ich ein gutes Versteck finden, damit niemand das Wissen findet und ich für immer der Klügste bleibe!“
Er fand, in dem obersten Wipfel eines hohen Baumes, den nur eine Spinne erklimmen könnte, wäre das beste Versteck. Die vom Wissen schwere Kalebasse band sich Anansi mit einem Streifen Tuch um den Bauch und machte sich mit seinen acht Beinen auf, den Baum zu erklimmen. Doch die Kalebasse war ihm im Weg und so kam er nur bis zur Hälfte des Stammes. Ganz gleich, wie sehr er es versuchte, er scheiterte immer wieder und murrte schließlich frustriert in sich hinein.
Zu dieser Zeit kam sein kleiner Sohn und beobachtete ihn. Anansi war verärgert, in seiner hilflosen Lage ertappt worden zu sein.
Aber sein Sohn sagte einfach: „Warum bindest du dir die Kalebasse nicht auf den Rücken, Vater, so dass sie dir nicht im Weg ist?“
Anansi dachte nach. „Das könnte klappen.“ Und tatsächlich erreichte er auf diese Weise die obersten Wipfel des Baumes ohne Schwierigkeiten. Aber als seine Aufgabe erfüllt schien, fiel ihm auf, dass selbst sein junger Sohn weiser war als er!
„Man kann die ganze Weisheit der Welt nicht in einer Kalebasse verstecken!“ heulte er und schüttete in einem weiten Bogen ihren ganzen, mühsam gesammelten Inhalt über die Welt.
So geschah es, dass sich das Wissen auf der Welt verbreitete. Und Anansi fühlte, was Weisheit bedeutet.

## Popkultur
- Der Name der britischen Band Skunk Anansie ist ein Bezug auf die westafrikanische Mythologiefigur.
- Ein Superheld namens Anansi die Spinne, dessen Kräfte auf diesem Mythos basieren, kommt in der Serie Static Shock vor.
- Anansi kommt als die Figur Mr. Nancy in der Serie American Gods vor, wie auch als Aunt Nancy in der Serie Superstition
- Im Marvel-Comic Edge of the Spider-Verse kommt in einem der gezeigten alternativen Universen Anansi als dessen Variante von Spider-Man vor.
- In der Serie Perry Rhodan trägt der Zentralrechner des Raumschiffs Ras Tschubai, das oft Handlungsort ist, den Namen Anansi. Das holografische Benutzerinterface tritt dabei als Frauengestalt inmitten von Spinnwebfäden auf.
- Eine der fünf Fraktionen der Smash-Up-Erweiterung "Kulturschock" von 2019 handelt von Anansis Märchen.
- Larry Niven überschrieb einen Roman mit dem Titel „Die Landung der Anansi“ (The Descent of Anansi, 1986)

## Literarische Rezeption
- Amma Darko: Das Halsband der Geschichten (Kinderbuch, 2019)
- Neil Gaiman: American Gods (Roman, 2001, erweiterte Fassung 2004 und 2015)
- Neil Gaiman: Anansi Boys (Roman, 2005, dt. Übersetzung bei Heyne, 2007, ISBN 978-3-453-26530-1)